# Zeddam (dorp)
Zeddam (Liemers: Zerrem) is een dorp en voormalige gemeente in de gemeente Montferland, gelegen in de Nederlandse provincie Gelderland.

## Etymologie
De plaatsnaam is vermoedelijk ontstaan uit de eerdere namen Sydehem en Seheim. Mogelijk is de naam afgeleid van het Germaanse woord sîda wat afhellend betekent. Ook is afleiding van de persoonsnaam Sîdo mogelijk.

## Geografie
Het dorp is gelegen aan de voet van het Montferland en het Bergherbos, in de historische streek de Liemers.   Zeddam ligt aan de weg van Doetinchem naar 's-Heerenberg. Deze weg liep tot het begin van de 21e eeuw door het dorp, maar in verband met de verkeersoverlast wordt sinds het begin van de 21e eeuw het verkeer om Zeddam heen geleid.
Het dorp bestaat uit vier delen:
- het hoger gelegen Bovendorp;
- het lager gelegen Benedendorp;
- twee buurtschappen ten oosten van de Zeddamse kern: Vinkwijk en Vethuizen.

## Geschiedenis
In 1821 ging de gemeente Zeddam, samen met de gemeenten Netterden en 's-Heerenberg, op in de nieuwe gemeente Bergh. In 2005 ging de gemeente Bergh (samen met Didam) op in de nieuwe gemeente Montferland. In 1969 werd Vinkwijk bij Zeddam gevoegd.

## Toerisme
Het dorp kent veel toerisme vanwege het bosgebied Montferland even ten westen van Zeddam. Door dit toerisme kent Zeddam veel hotels en pensions en is ook de middenstand van behoorlijk niveau voor een dorp van deze grootte.

## Bezienswaardigheden
In het Bovendorp staat de rooms-katholieke Sint-Oswalduskerk waarvan het oudste deel uit de 12e eeuw stamt. In de zestiende eeuw was de bekende predikant Jacobus Revius enige tijd predikant van de (toentertijd) protestantse Sint-Oswalduskerk. Zeddam is de enige Nederlandse parochie met Sint Oswaldus als beschermheilige. Naast de Oswalduskerk staat een kleine Protestantse Kerk.
Ook staat in het bovendorp de oudste molen van Nederland, de Grafelijke Korenmolen. Deze beltmolen dateert al van vóór 1441.Een andere molen in Zeddam is De Volharding, een beltmolen uit 1891.
De derde molen is de Rosmolen, tegenover de korenmolen. Deze is gebouwd in 1546 en in 1973-1974 gerestaureerd door het Sint-Oswaldusgilde. De molen is anno 2024 nog steeds operationeel; elk jaar wordt er circa vijf keer met een paard gemalen. Er was ook nog een eerdere rosmolen; die verdween in 1866.

## Geboren in Zeddam
- Ireen van Ditshuyzen (1941), tv-producente, -redactrice en -regisseuse
- Annette Duetz (1993), zeilster
- Jos Palm (1956), historicus, journalist en radiopresentator

## Galerij

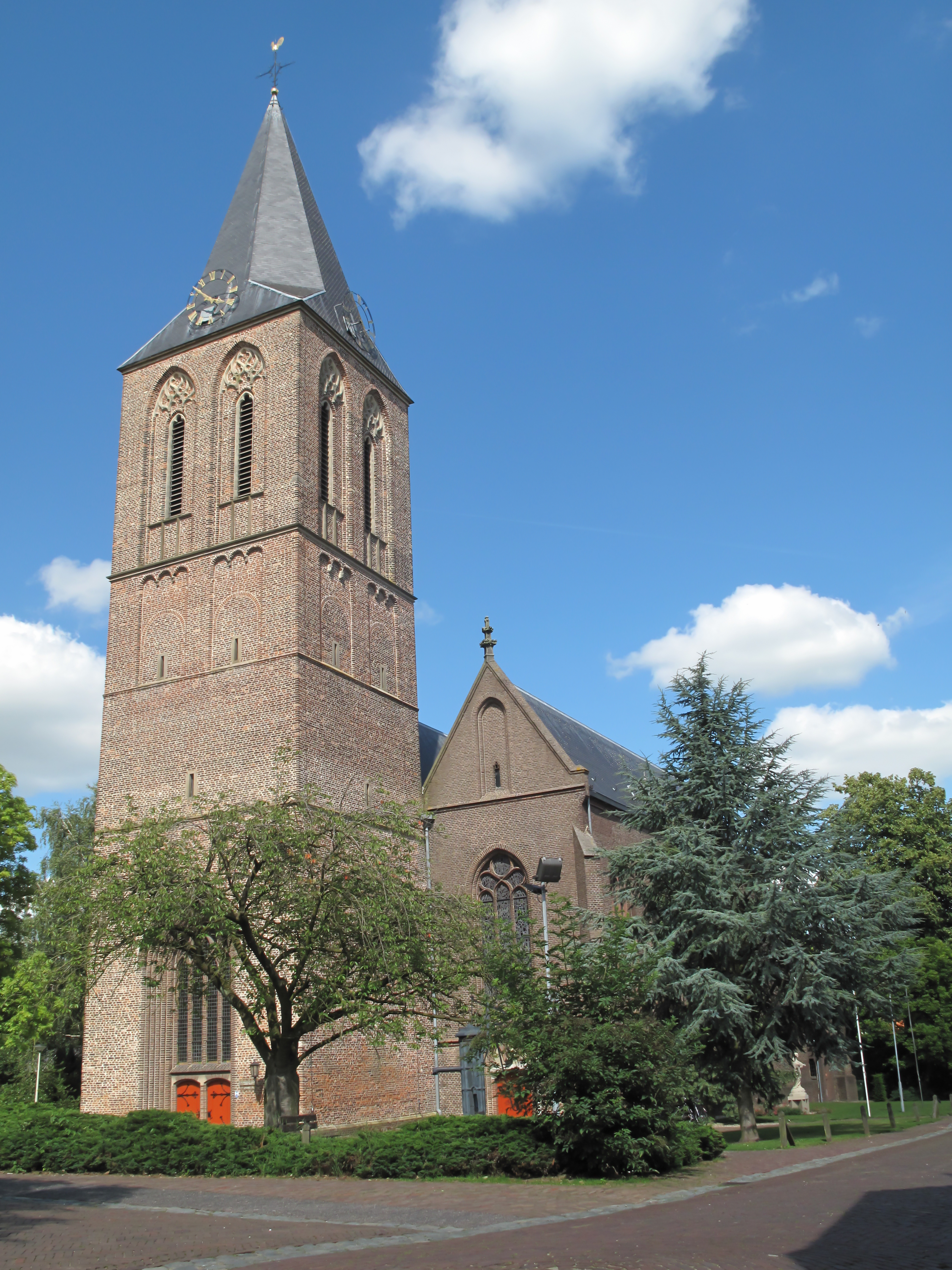
Sint-Oswalduskerk
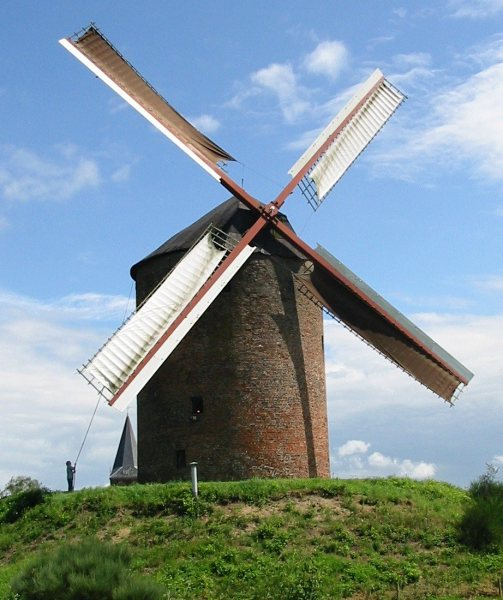
De Grafelijke Korenmolen
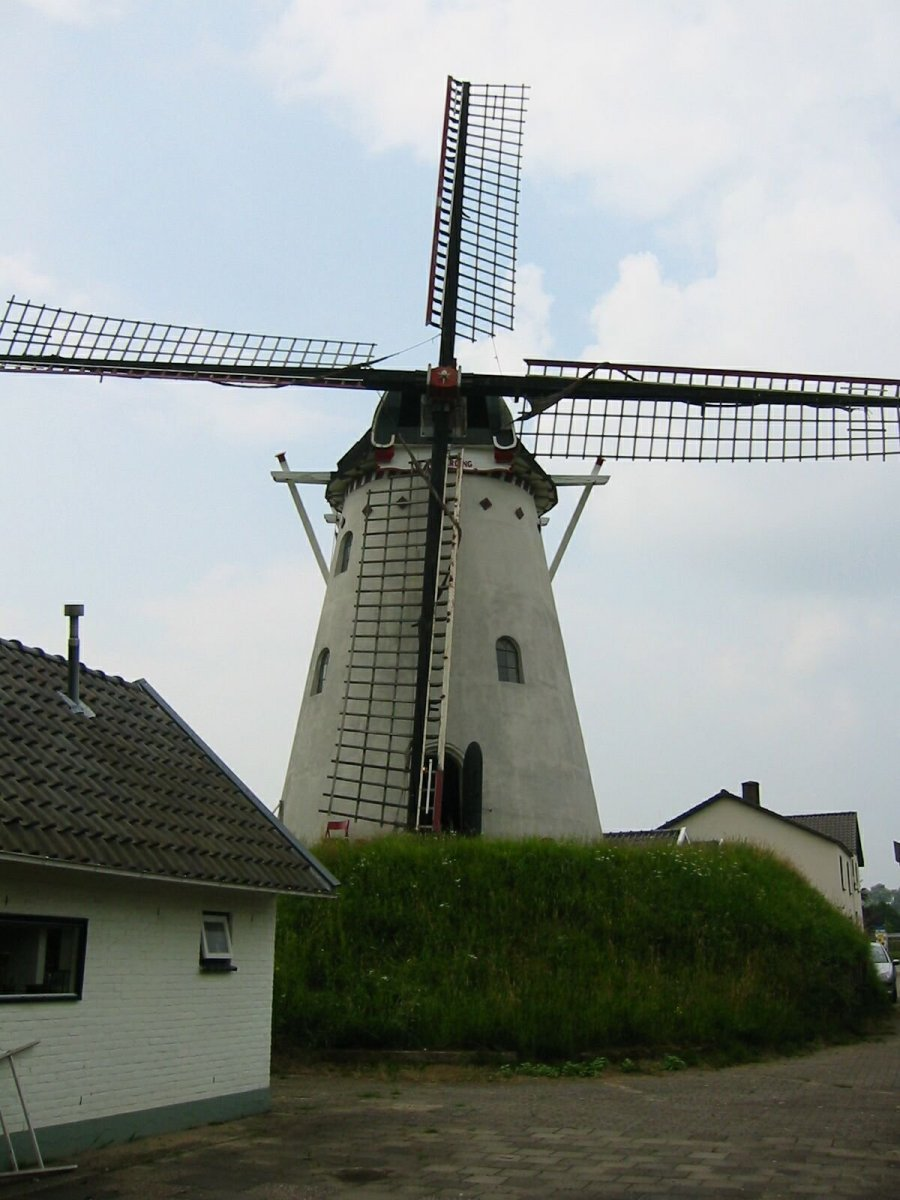
De Volharding